# Pizzo Arera
Il pizzo Arera, alto 2.512 m s.l.m., è una montagna delle Prealpi Orobie situata a cavallo tra la val Brembana e la val Seriana, in provincia di Bergamo.

## Descrizione
La montagna si erge a nord della val Serina e a sud della Valcanale, ed è formato da un imponente massiccio di roccia calcarea, solcato da creste, pareti e canaloni. Avendo un isolamento di 9,3 km, dalla vetta si può ammirare un panorama grandioso a 360°: la vista spazia sulle vette di tutto l'arco orobico, tra cui Resegone, Grigne, Pizzo dei Tre Signori, Monte Legnone, Monte Pegherolo, Corno Stella, Pizzo del Becco, Pizzo del Diavolo di Tenda, Pizzo Scais, Pizzo Redorta, Pizzo Coca, Monte Torena, Pizzo Recastello, Pizzo della Presolana. Più lontani si possono scorgere il massiccio del Monte Rosa ed il Cervino, il Pizzo Badile, Pizzo Cengalo, Monte Disgrazia, il Gruppo del Bernina e quello dell'Adamello. Rivolgendosi a sud poi si ha una bella veduta dei vicini monti Grem, Alben e Menna.
Alle sue pendici si trova il Sentiero dei fiori, un percorso ad anello di notevole interesse paesaggistico e naturalistico.
Il patrimonio sotterraneo dell'Arera è di grande interesse. Sono presenti infatti estesi sistemi di miniere dismesse e i due più profondi abissi naturali di origine carsica della provincia di Bergamo: si tratta dell'abisso "La Dolce Vita" (dislivello 485 metri) e dell'abisso "dei due Increduli" (dislivello 635 metri). Le esplorazioni speleologiche sono in costante evoluzione e le scoperte si susseguono da anni.
Tra le prime salite alla vetta del monte si ha notizia di una prima "turistica" di Antonio Baroni ed Emilio Torri del primo giugno 1875, ed una prima invernale di Luigi Albani, Giuseppe Nievo e Antonio Baroni dell'8 marzo 1879.

## Accessi

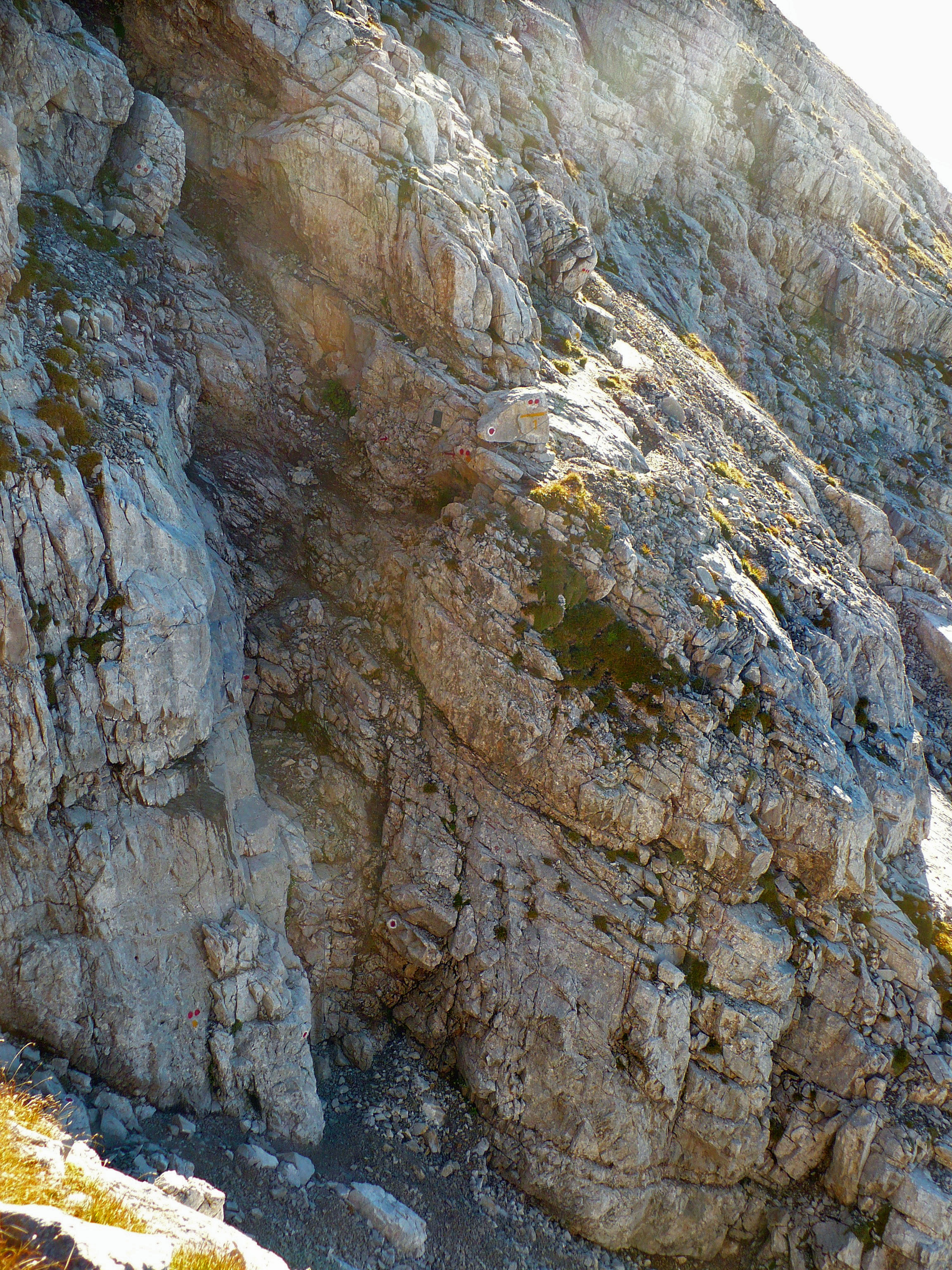
Il muro di roccia attrezzato sulla via normale

La via normale per la vetta risale il versante sud. Il sentiero parte da un parcheggio posto al termine di una ripida strada a pagamento che sale dalla località Zambla Alta. Il tracciato risale i pascoli dell'Alpe Arera, lambendo degli impianti di risalita dismessi, e raggiungendo in 45 minuti il rifugio Capanna 2000. Dietro il rifugio la via per la vetta sale arrampicandosi ripida per il crestone sud della montagna, per poi fare un traverso in piano arrivando a un canalone che porta ad un passaggio attrezzato con dei pioli in ferro e catene. Superato il passaggio (I grado di difficoltà), dopo un'ulteriore salita tra sentiero ghiaioso e roccette, si guadagna la vetta. La tempistica è di circa 2,30 h.
Da nord è possibile raggiungere la cima in un ambiente più selvaggio. Si deve arrivare al Passo di Corna Piana (raggiungibile dal rifugio Capanna 2000, da Valcanale o da Roncobello) e qui risalire il versante nord per ghiaioni, per poi superare un ripido canalino (un tempo attrezzato con catene, di cui oggi rimangono solo i chiodi di fissaggio). Salendo tra cenge, roccette e infido terreno ciottoloso si raggiunge infine la vetta.
Un'altra possibilità per raggiungere la vetta prevede la partenza da Roncobello in località Capovalle, da dove si sale alle baite di Mezzeno (raggiungibili in auto pagando un pedaggio) e quindi si prosegue per il sentiero dei Fiori fino a raggiungere il rifugio Capanna 2000 dove si risale la via normale precedentemente descritta. L'itinerario tra andata e ritorno è piuttosto lungo, ma c'è la possibilità di spezzarlo in due giornate pernottando al rifugio.

## Galleria d'immagini

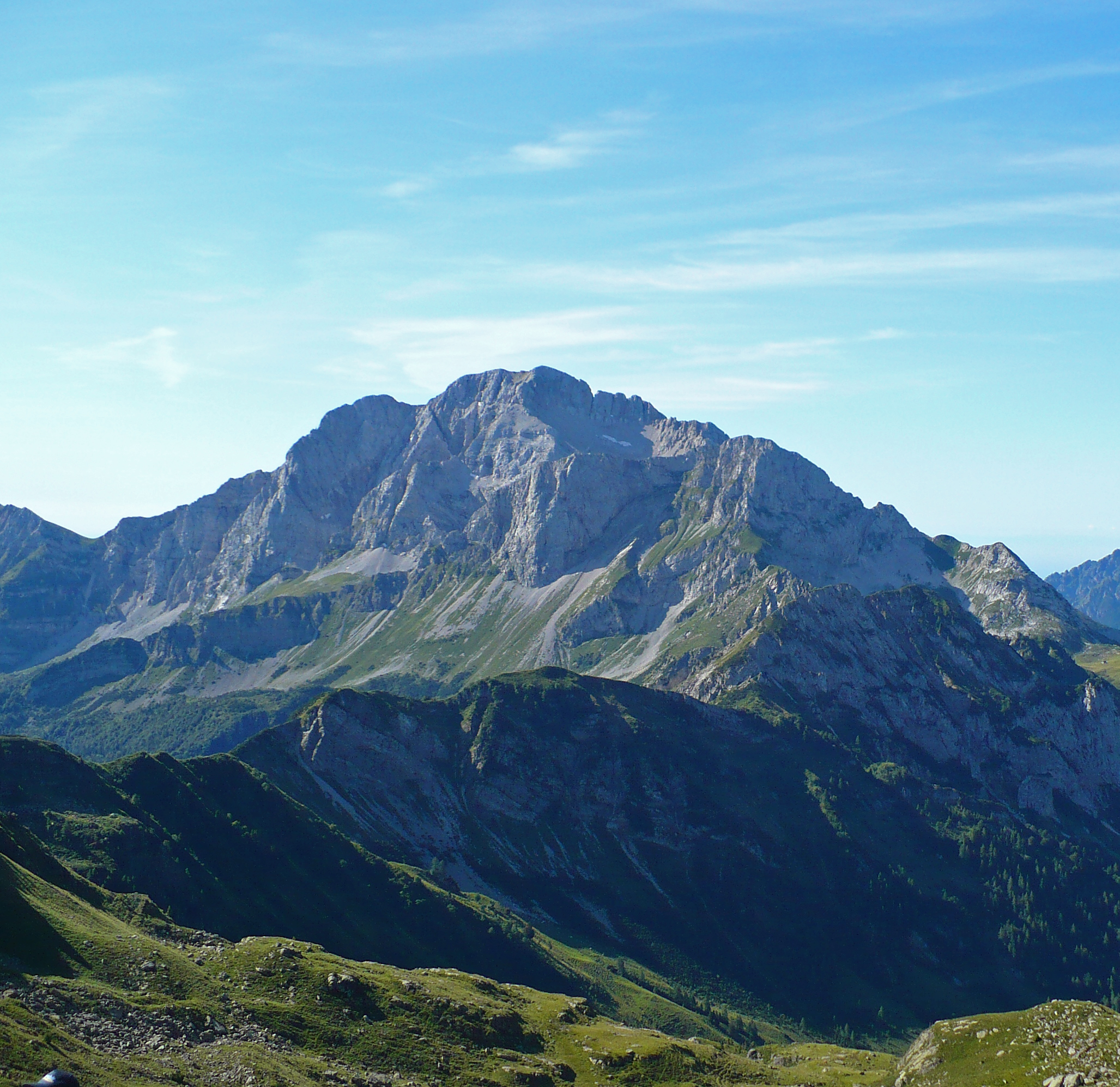
Il versante nord del Pizzo Arera visto dal Passo di Mezzeno
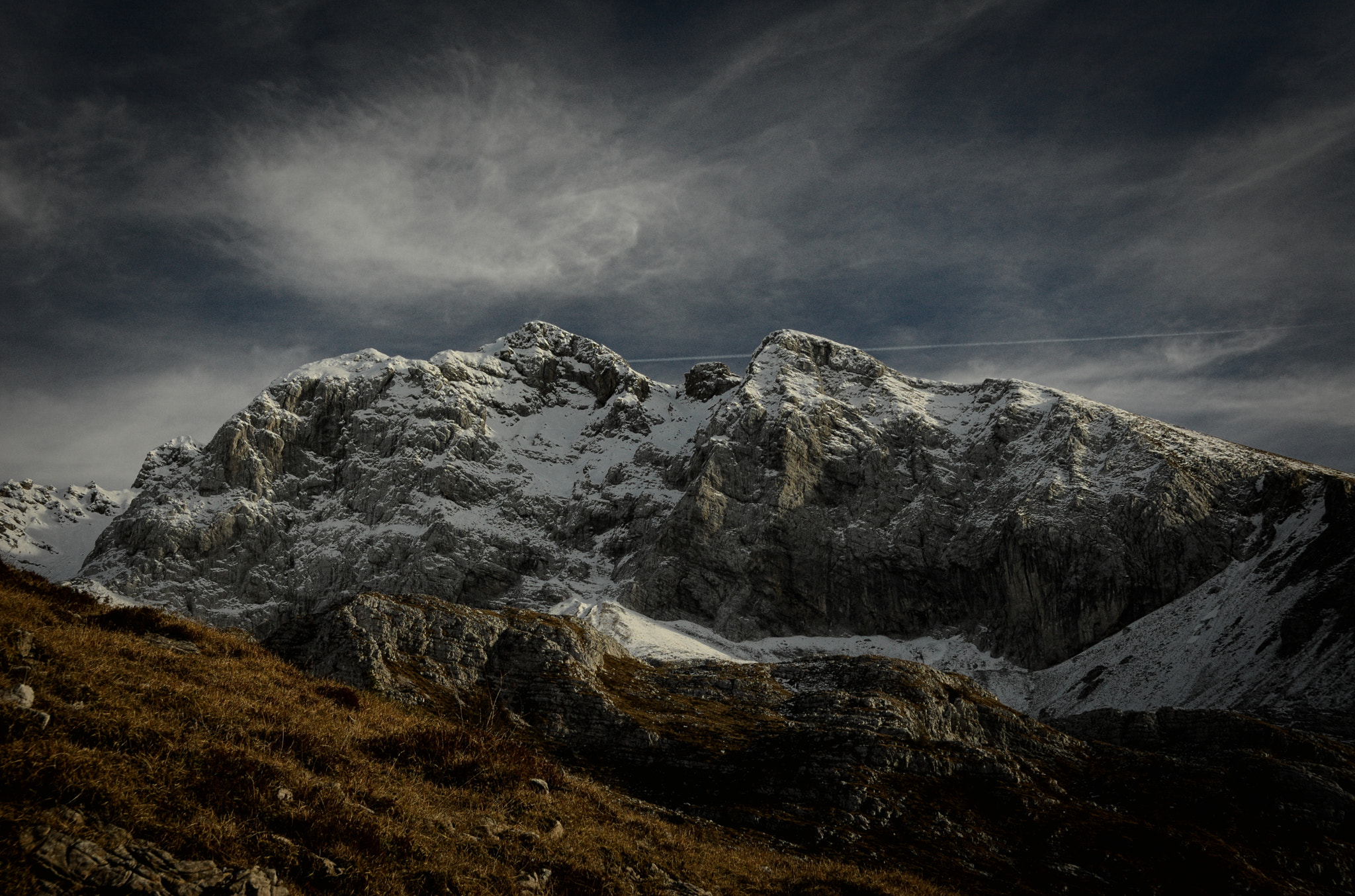
Il versante nord
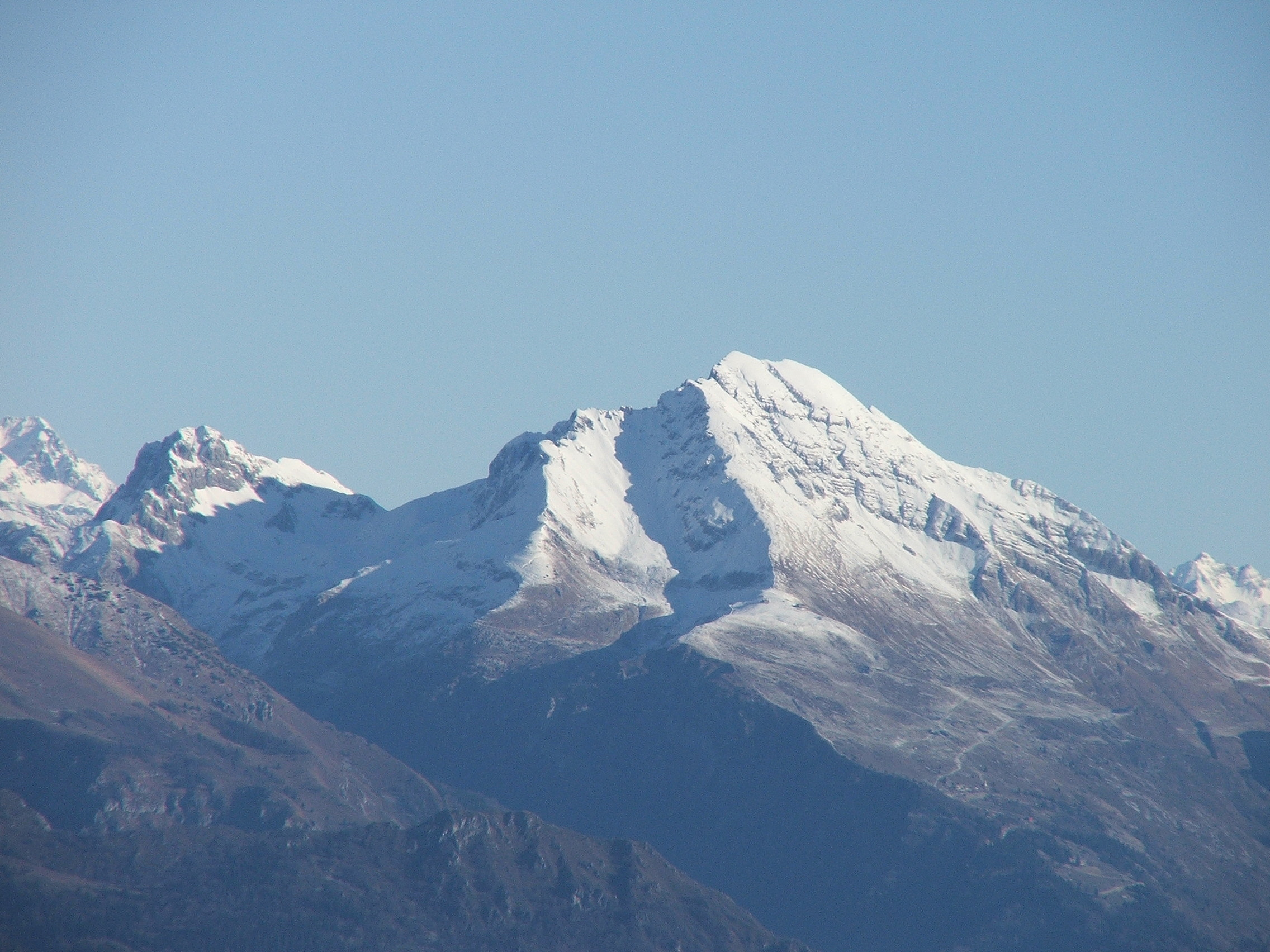
Il Pizzo Arera visto dal Monte Linzone
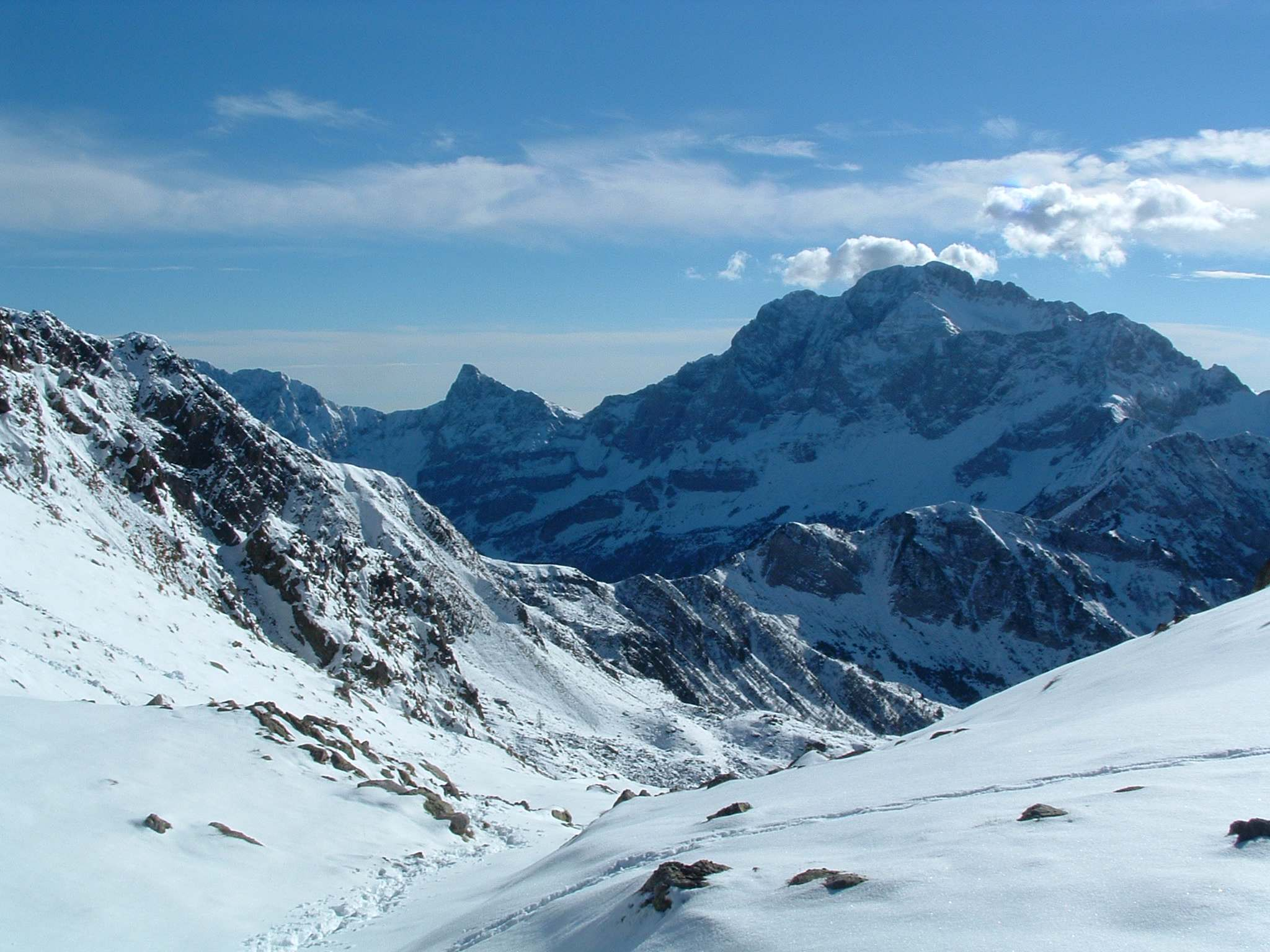
Il Pizzo Arera in inverno visto dal passo di Mezzeno
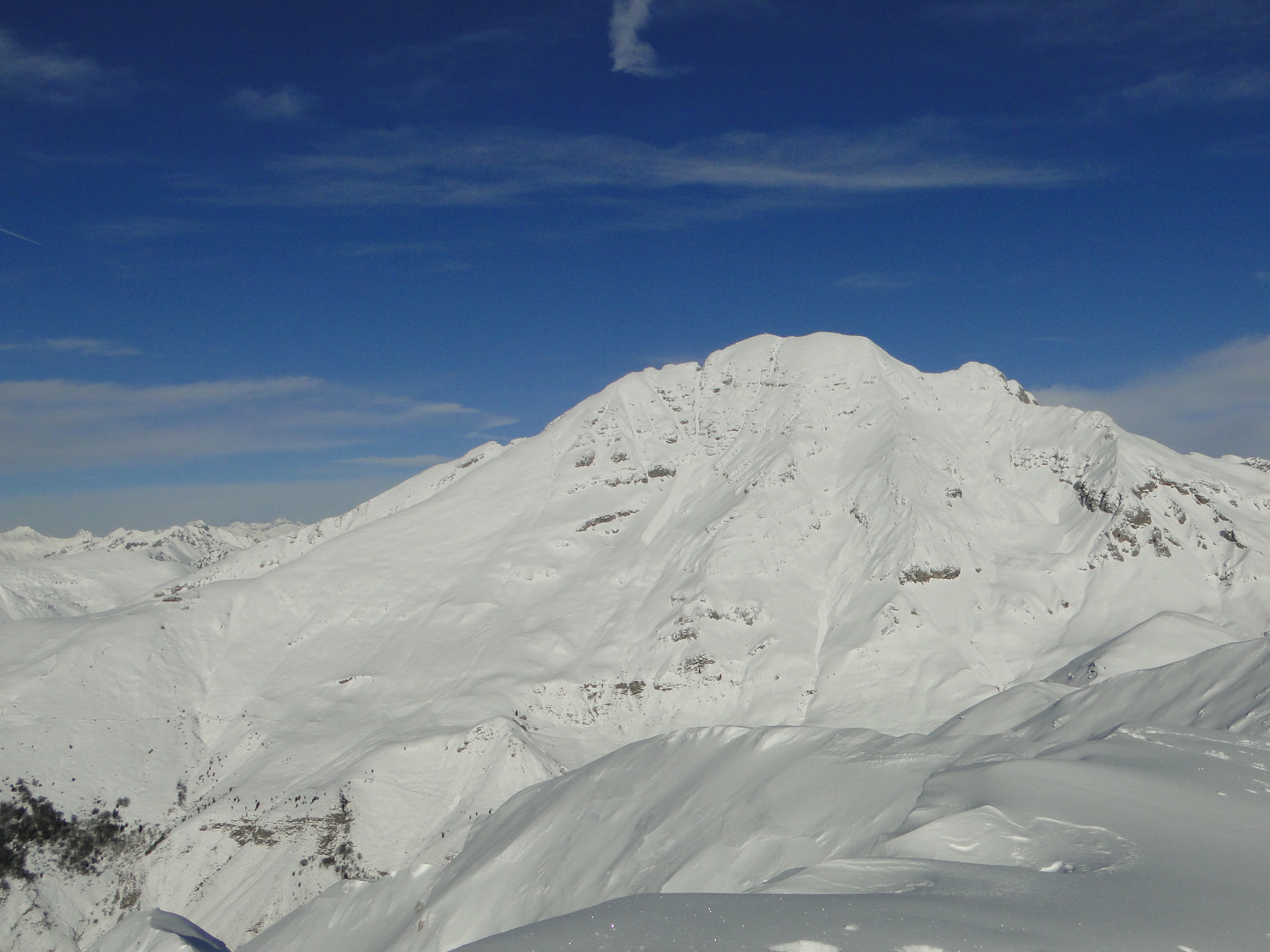
Il Pizzo Arera visto dal monte Grem
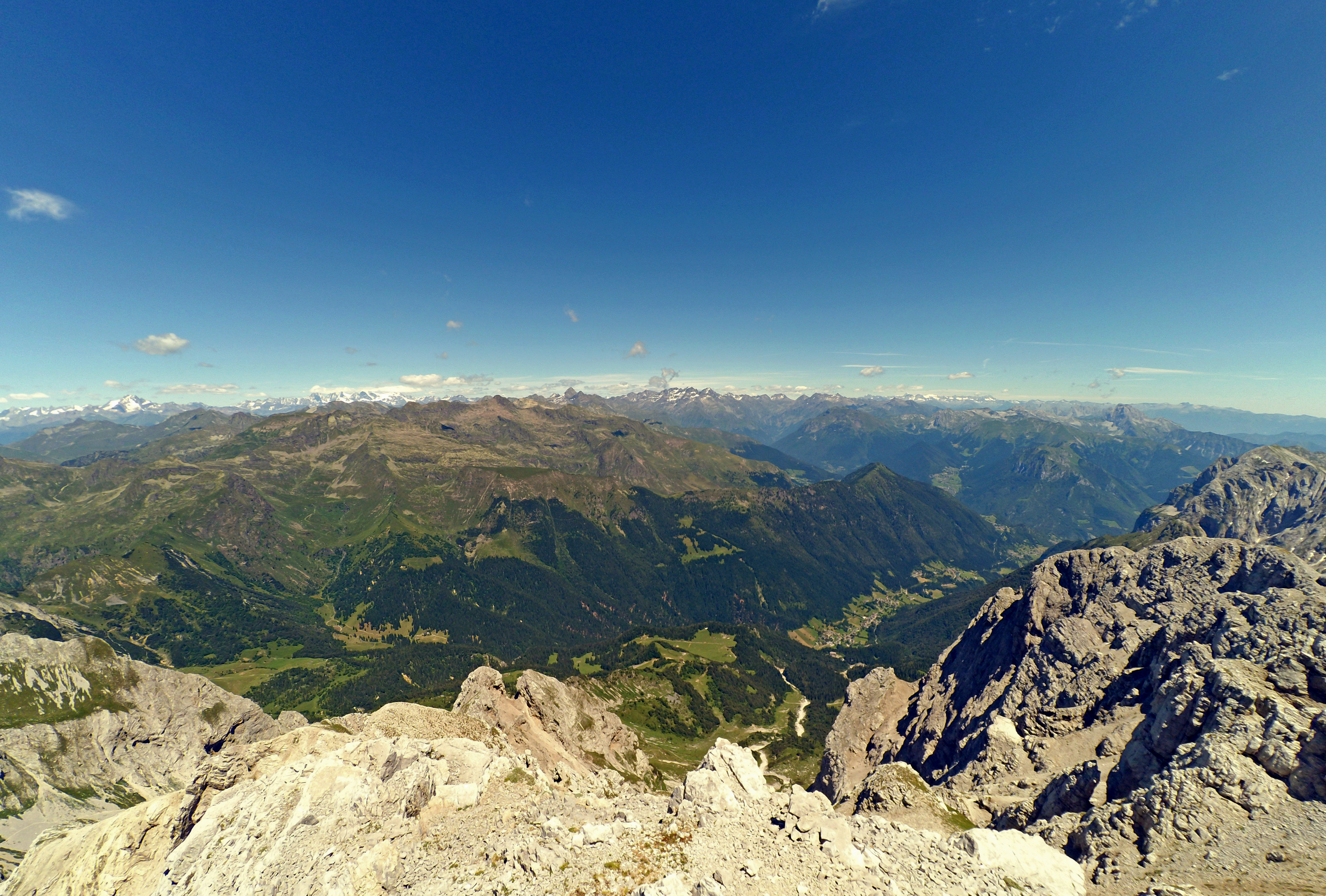
Panorama dalla vetta verso nord
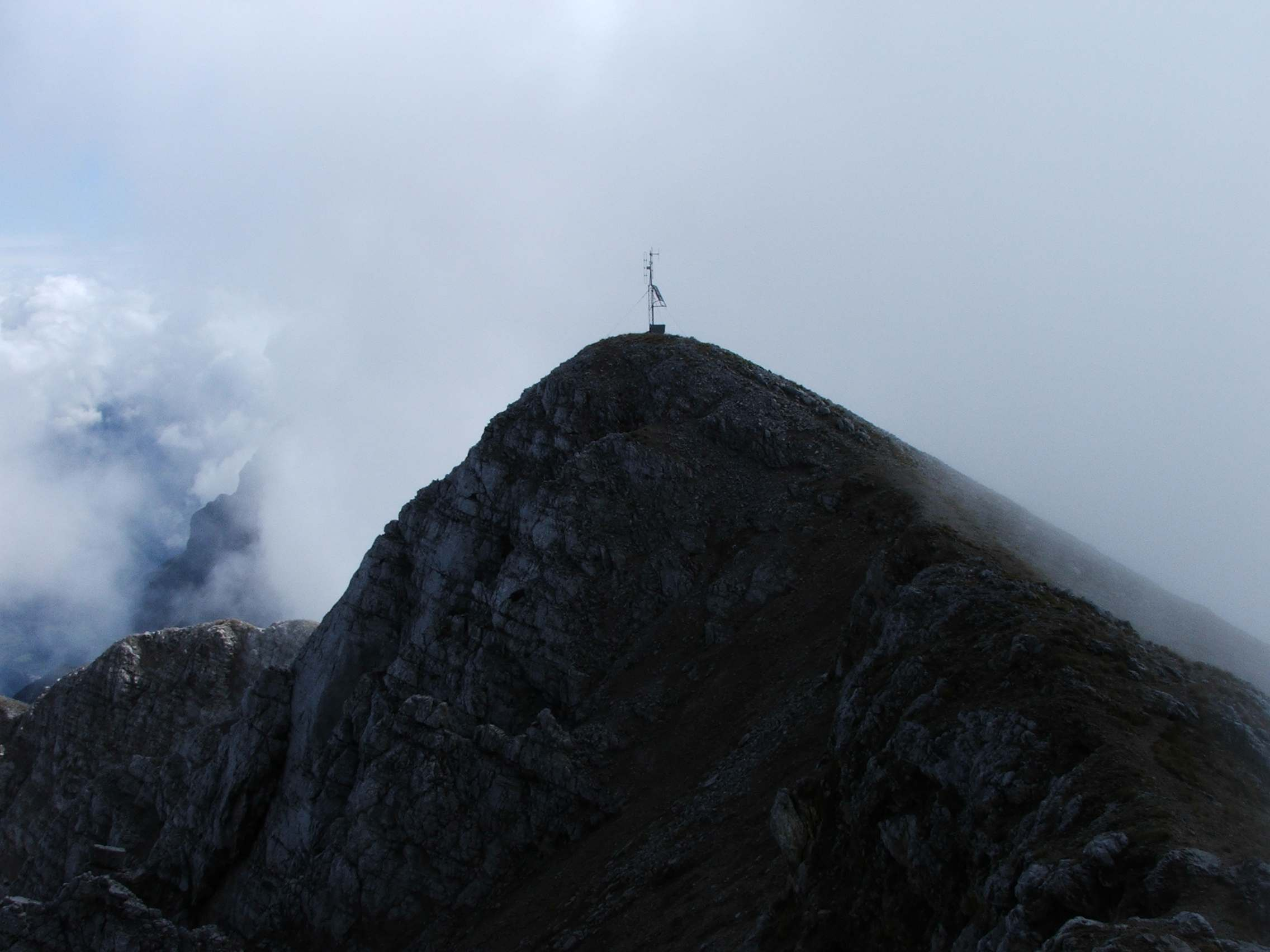
Vista della cima est dell'Arera
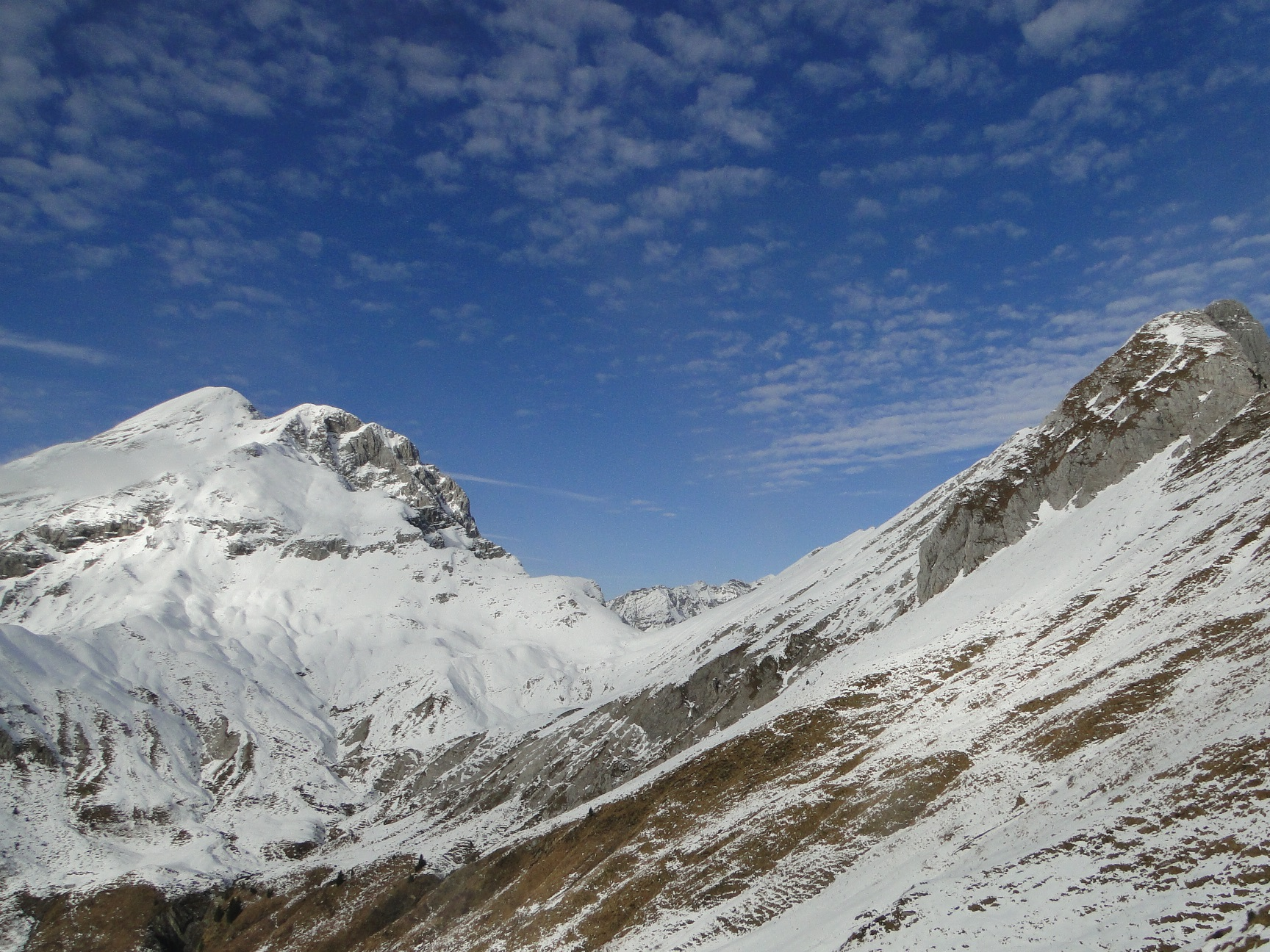
Pizzo Arera e cima di Valmora